# Hara Tamiki
Hara Tamiki (原 民喜; Hepburn: Tamiki Hara; Hirosima, 1905. november 15. – Tokió, 1951. március 13.) japán költő, író.

## Élete
Hirosimában született, már középiskolás korában megismerkedett az orosz irodalommal, és verseket írt, példaképe többek között Paul Verlaine volt. Angol szakon végzett a tokiói Keió Egyetemen, és 1935-től kezdve az írásaiból élt. Felesége 1944-ben meghalt, őt pedig egy évvel később szülei hirosimai otthonában érte az atomtámadás. Ez a két tény határozta meg későbbi művészetét, hiszen már fiatalon megírta: „Ha elveszíteném a feleségemet, csak egy évvel akarnék tovább élni, hogy szép és szomorú versgyűjteményt hagyjak hátra róla”. Végül 1951. március 13-án vetette vonat elé magát Tokióban: a koreai háború kitörése nyomán végleg elsötétült előtte az emberiség jövője. Halálának évfordulója azóta külön nevet kapott (Kagenki), emlékezetének ápolására 2000-ben ezen a néven irodalmi társaság is alakult, s a hirosimai Ipari Kiállítási Csarnok híresen épen maradt dómja melletti kenotáfiuma előtt minden évben megemlékezést tartanak.

## Művészete
Írásait kifinomult érzékenység, pesszimista életfelfogás jellemzi, hatott rá a dadaizmus és az 1930-as évek több művészeti irányzata is. Prózájában, verseiben mindegyre az atomtámadás borzalmas élményét és következményeit járja körül. 1946-ban fejezte be és 1947-ben publikálta Nacu no hana („A nyár virága”) című elbeszéléskötetét, amelyet később, 1947-ben és 1949-ben további anyagokkal bővített. Utolsó műve, a Singan no kuni („A szívbéli vágy földje”, 1951) búcsúként is, öngyilkosüzenetként is olvasható.

## Magyarul
- A nyár virága / Testamentum; in: Modern japán elbeszélők; Európa, Bp., 1967
- A nyár virága; ford. Sz. Holti Mária; in: Pokolraszállás. Elbeszélések a második világháborúról; vál. Bart István; Európa, Bp., 1975